# Fonds Grandidier

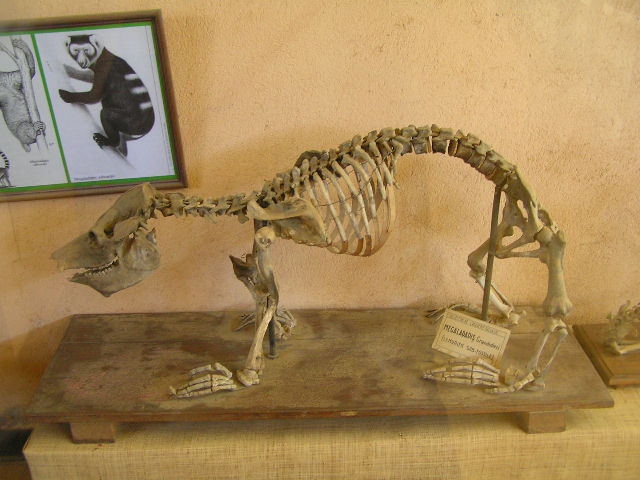
Exponat Megaladapis grandidieri als Teil des Fonds Grandidier

Das Fonds Grandidier ist ein wissenschaftliches Institut mit einer umfangreichen paläontologischen Sammlung und einem angeschlossenen Tierpark Botanischer und Zoologischer Park Tsimbazaza in Antananarivo auf Madagaskar. Es ist zugleich Informations- und Dokumentationszentrum dieser Forschung. Das Institut wurde 1993 der Öffentlichkeit vorgestellt, der Zoo wurde bereits am 29. August 1925 eröffnet.
Der Grundstock der Sammlung geht aus der persönlichen Bibliothek hervor, die Alfred Grandidier (1836–1921), später erweitert von seinem Sohn William (1873–1957), zu Lebzeiten zusammengetragen und später dem Staat vermacht haben. Sie beinhaltet Fundstücke aus den von Grandidier bereisten Ländern, vor allem aber aus Madagaskar. Dazu gehören auch Teile madagassischen Lebens, die die Kultur, die Sozialisation, Technik, Religion, Sprache und die Geschichte dokumentieren. In der Sammlung liegen über 13.000 Monographien, zum Teil als Handschrift, zum Teil Zeitungsausschnitte und Nachdrucke; über 3000 Fotografien in der Hauptsache aus der zweiten Hälfte des 19. Jahrhunderts, also von vor und zu Beginn der Kolonialzeit, sowie annähernd 300 Landkarten. Die Katalogisierung befindet sich noch im Aufbau.
Das Dokumentationszentrum soll ein besseres Verständnis der Geschichte des Landes vermitteln.